# Szabó Szebasztián
Szabó Szebasztián (szerbül: Себастиан Сабо) (Frankfurt am Main, 1996. március 11. –) világbajnoki bronzérmes, Európa-bajnok zentai származású magyar úszó.

## Sportpályafutása
Szabó Szebasztián Frankfurtban született, egyéves korában költözött családjával Zentára, ahol édesapja született. Hétéves korában kezdett úszni, a kezdetekben vízilabdázott is. A középiskola befejezése után Újvidékre költözött, ahol a Vajdasági Úszóklubban folytatta pályafutását. 
2017-ben ezüstérmet nyert az 50 méteres pillangóúszás versenyszámában a koppenhágai Európa-bajnokságon és ugyanebben a versenyszámban a Open de France elnevezésű versenyen.
2019-ben Debrecenben a Győri Úszó SE színeiben a magyar országos bajnokságon olimpiai szintidőt úszott 100 méter pillangón 51,34 másodperces idejével, amivel átvette a vezetést a világranglistán, valamint magyar csúcstartóvá vált. Ezt követően bejelentette, hogy magyar színekben kívánja  folytatni pályafutását. 2019 júniusában a Nemzetközi Úszószövetség ügyvezető igazgatója hivatalosan közölte a Magyar Úszószövetséggel, hogy a továbbiakban Szabó magyar versenyzőként szerepelhet.
A kvandzsui világbajnokságon 50 méter pillangóúszásban 5. lett. A Nemzetközi Olimpiai Bizottság 2019 októberében hivatalosan is engedélyezte, hogy a 2020-as olimpián magyar színekben versenyezzen.
A 2019-es rövid pályás úszó-Európa-bajnokságon 50 méter pillangóúszásban ezüstérmet szerzett, csakúgy mint a 4 × 50 méteres vegyesváltó tagjaként.
2020 októberében és novemberében a Nemzetközi Úszóliga versenysorozaton összesen három alkalommal javította meg a rövidpályás országos csúcsot 50 méter pillangón.
A 2021 májusában Budapesten megrendezett Európa-bajnokságon 50 méteres pillangóúszásban aranyérmet nyert. A tokiói olimpián a 4 × 100 méteres gyorsváltó tagjaként (Németh Nándor, Bohus Richárd, Milák Kristóf) az 5. helyen végzett. Egyéniben 100 méteres gyorsúszásban 20., 100 méteres pillangóúszásban 14. lett.
2021 novemberében a Kazanyban megrendezett rövid pályás Európa-bajnokságon 100 méteres pillangóúszásban és 50 méteres gyors- valamint pillangóúszásban aranyérmet szerzett. Utóbbi versenyszámban 21,75-os idejével beállította a brazil Nicholas Santos 2018-ban elért világcsúcsát.
A 2024-es párizsi olimpián a gyorsváltó (Németh Nándor, Jászó Ádám, Kós Hubert) tagjaként 4x100 méteren a 8. helyezést szerezte meg. 50 méteres gyorsúszásban nem jutott döntőbe.
A hazai rendezésű 2024-es rövid pályás úszó-világbajnokságon 50 méteres gyorsúszásban 4. helyen végzett.

## Rekordjai
50 m pillangó
- 22,99 (2019. március 28., Debrecen) magyar csúcs[21]
- 22,90 (2019. július 22., Kvangdzsu) magyar csúcs[22]

50 m pillangó (rövidpálya)
- 22,20 (2019. október 27., Budapest) magyar csúcs
- 22,13 (2019. november 24., London) magyar csúcs[23]
- 22,00 (2020. október 18., Budapest) magyar csúcs[24]
- 21,96 (2020. október 25., Budapest) magyar csúcs[25]
- 21,86 (2020 november 2., Budapest) magyar csúcs[11]
- 21,75 (2021 november 6., Kazany) világcsúcs beállítás[26]